# Syntagme
Vous pouvez aider à l'améliorer ou bien discuter des problèmes sur sa page de discussion.
- Il ne cite pas suffisamment ses sources. Vous pouvez indiquer les passages à sourcer avec {{référence nécessaire}} ou {{Référence souhaitée}}, et inclure les références utiles en les liant aux notes de bas de page. (Marqué depuis janvier 2024)
- Il relève du guide pratique, ce qui n'est pas de nature encyclopédique. Vous pouvez reformuler les passages concernés, ou remplacer ce bandeau par {{pour Wikibooks}}, {{pour Wikiversité}}, ou {{pour Wikivoyage}}, afin de demander le transfert vers un projet frère plus approprié. (Marqué depuis janvier 2024)
- Il a besoin d’être illustré. Des médias (images, animations, vidéos, sons) sous licence libre ou du domaine public sont les bienvenus pour l'améliorer.
Si vous êtes l’auteur d’un média que vous souhaitez partager, importez-le. Si vous n’êtes pas l’auteur, vous pouvez néanmoins faire une demande de libération d’image à son auteur. (Marqué depuis janvier 2024)

- Archive Wikiwix
- Bing
- Cairn
- DuckDuckGo
- E. Universalis
- Gallica
- Google
- G. Books
- G. News
- G. Scholar
- Persée
- Qwant
- (zh) Baidu
- (ru) Yandex
- (wd) trouver des œuvres sur Wikidata

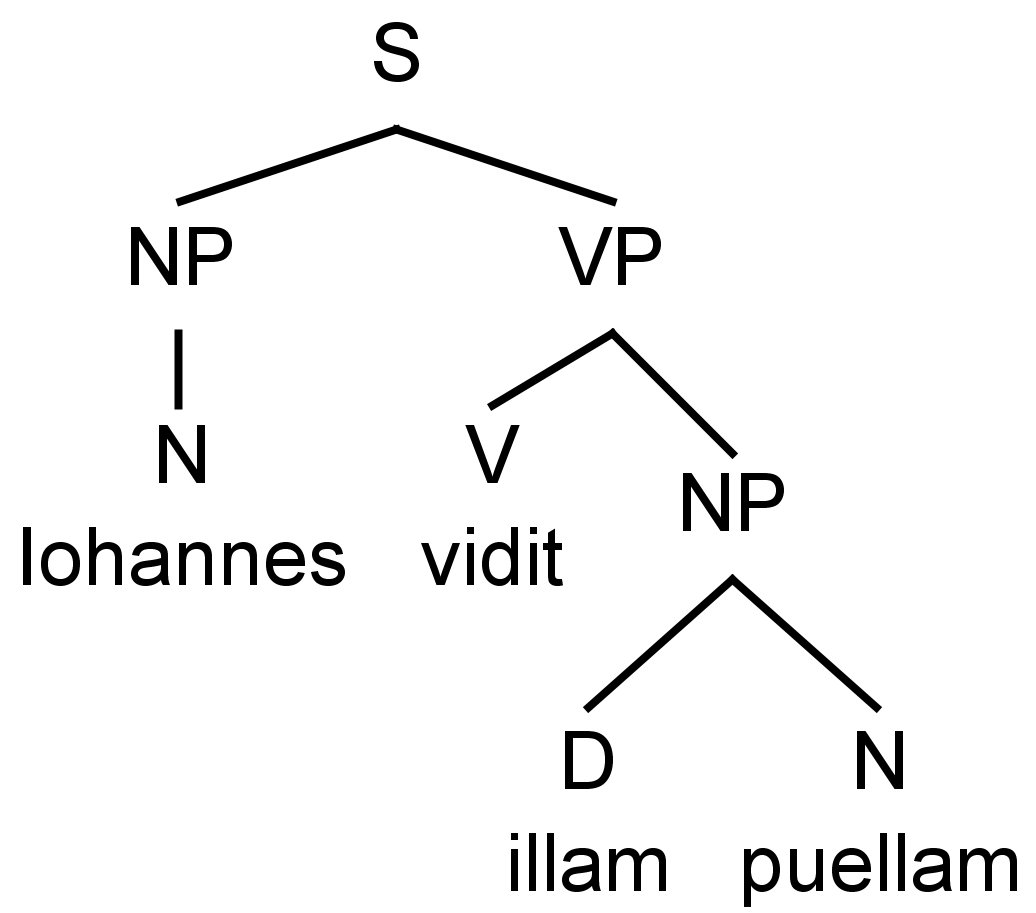
Arbre montrant la syntaxe de la phrase latine Iohannes vidit illam puellam, signifiant à peu près Jean a vu cette jeune fille.

En linguistique, un groupe syntaxique – ou syntagme – est un constituant syntaxique et sémantique de la phrase. On l'appelle aussi entité.[réf. souhaitée] Il peut être composé d'un seul mot, ou de plusieurs, allant jusqu'à la phrase simple. Un syntagme peut être constitué de plusieurs autres syntagmes, appelés alors sous-syntagmes, dont les formes indivisibles sont le nom, le mot composé ou la locution[réf. nécessaire].
Le syntagme est composé d'un noyau, appelé aussi « tête » (qui détermine sa nature et sa fonction) et d'éventuels satellites (ou subordonnés).
Il existe cinq types de syntagmes en français : verbal, adverbial, adjectival, prépositionnel et nominal.
Par exemple, dans la phrase suivante :
Il a acheté une modeste maison de briques rouges.
- « une modeste maison de briques rouges » est un groupe ou syntagme nominal, sous-syntagme de la phrase, dont le noyau est « maison » ;
- « de briques rouges » est un groupe prépositionnel, sous-syntagme du précédent, dont le noyau est « briques » avec les satellites « de » et « rouges ».

## Éléments constitutifs

### Noyau
Le noyau (ou chef de groupe, support, ou tête) est l'élément central d'un syntagme, les autres éléments lui faisant référence : sans lui, le groupe perd tout sens. Le noyau transmet toujours sa catégorie et sa fonction au syntagme dont il est le composant principal. 
- Le noyau d'un syntagme peut appartenir à une catégorie de base (mot simple ou mot composé), mais également un syntagme, c'est-à-dire, un sous-syntagme par rapport au syntagme de référence :

Une chemise en velours déchirée.
Dans ce syntagme nominal, le noyau est « chemise en velours », ce dernier étant lui-même un syntagme, ayant pour noyau le nom « chemise ».
- Lorsque deux noyaux (ou davantage) sont présents dans un même syntagme, appartenant à la même catégorie et ayant la même fonction, ils sont dits parallèles. Deux noyaux parallèles sont soit juxtaposés (c'est-à-dire, littéralement mis l'un à côté de l'autre), soit coordonnés, c'est-à-dire, reliés par un ou plusieurs coordonnants :

Il porte toujours un pantalon et une chemise parfaitement repassés.
Dans le syntagme nominal « un pantalon et une chemise parfaitement repassés », le noyau est double, constitué des syntagmes nominaux « un pantalon » et « une chemise », syntagmes coordonnés. L'unique satellite de ce syntagme est le syntagme adjectival « parfaitement repassés », épithète du double noyau.

### Satellites
Dans un syntagme, un satellite est un composant dépendant du noyau de ce syntagme. Plutôt que desatellite, certains grammairiens préfèrent parler d'expansion, de subordonné (avec un sens très général), ou encore, de complément (mais ce dernier terme pose un problème, puisqu'il est déjà employé en grammaire traditionnelle avec un sens précis). 
- Contrairement au noyau, tous les satellites d'un syntagme, sans exception, quels que soient leur taille et leur aspect, peuvent appartenir à n'importe quelle catégorie (nom, article, conjonction…) :

Quel spectacle émouvant !
Le nom « spectacle » est le noyau de ce syntagme nominal. Les satellites en sont l'adjectif exclamatif « quel » et l'adjectif qualificatif « émouvant ».
Jacques a aimablement invité Nathalie.
Le verbe « a invité » est le noyau de ce syntagme (ou groupe) verbal. Les satellites en sont le nom propre « Nathalie » (C.O.D. du verbe), et l'adverbe « aimablement ».
- Tout satellite peut donc appartenir à une catégorie ordinaire (mot simple ou mot composé), mais également être un syntagme, c'est-à-dire un sous-syntagme par rapport au syntagme de référence :

Une chemise bon marché.
Le nom « chemise » est le noyau de ce syntagme nominal. Les satellites sont l'article indéfini « une » (mot simple) et l'adjectif qualificatif « bon marché » (locution adjectivale).
La voiture que j'ai achetée.
Le nom « voiture » est le noyau de ce syntagme nominal. Les satellites sont l'article défini « la » (mot simple) et le syntagme verbal « que j'ai achetée » (proposition subordonnée relative).
- Un même mot peut être noyau de plusieurs syntagmes concentriques :

Un gentil petit chat.
Ce syntagme nominal a pour noyau non pas le nom « chat », mais le syntagme nominal « petit chat », ce dernier étant à son tour composé d'un noyau (le nom « chat ») et d'un satellite (l'adjectif qualificatif épithète « petit »).
- À l'instar de ce qu'il se passe pour le noyau, lorsque deux satellites (ou davantage) d'un même syntagme appartiennent à la même catégorie et ont la même fonction, ils sont dits parallèles. Deux satellites parallèles sont dits coordonnés s'ils sont réunis par un mot-outil (un coordonnant), et juxtaposés (c'est-à-dire, littéralement mis l'un à côté de l'autre), dans le cas contraire :

Tu as mangé de la salade, une pizza achetée au marché, des cerises que mon voisin m'a offertes.
Les trois syntagmes « de la salade », « une pizza achetée au marché » et « des cerises que mon voisin m'a offertes », sont des satellites parallèles juxtaposés ; tous les trois sont des syntagmes nominaux, et leur fonction est C.O.D. du noyau verbal « as mangé ».
Le voisin dont je t'ai parlé et qui m'a offert des cerises, aimerait te rencontrer.
Les deux syntagmes verbaux « dont je t'ai parlé » et « qui m'a offert des cerises » sont des satellites parallèles coordonnés (reliés par la conjonction de coordination « et »); tous les deux sont des propositions subordonnées relatives, et leur fonction est complément de l'antécédent « le voisin ».

## Types
Seul un mot plein (ou parfois un pronom) peut être le noyau d'un syntagme. L'on pourra donc, selon la catégorie du noyau, distinguer seulement quelques types de syntagmes.  

### Syntagme nominal
Un groupe nominal, ou syntagme nominal en grammaire traditionnelle, a pour noyau un nom. Outre le nom tête, il contient en principe un déterminant (un article, un déterminant démonstratif ou possessif, etc.),,. D'autres satellites facultatifs (les modifieurs du nom) peuvent se greffer autour de sa tête (avant ou après ce dernier) : adjectifs épithètes, compléments prépositionnels du noms, relatives.  
Le petit chien blanc de mon voisin a aboyé toute la nuit.
Le syntagme nominal « Le petit chien blanc de mon voisin » a pour noyau le nom chien. Il est précédé du terminant le (article défini). Il contient en outre trois satellites facultatifs : les adjectifs épithètes petit et blanc ainsi que le syntagme prépositionnel de mon voisin (complément du nom chien).
Le courrier électronique est probablement le service le plus utilisé par les internautes.
Le syntagme nominal « le service le plus utilisé par les internautes » a pour noyau le nom service.
À midi, nous avons mangé quelque chose de bon.
Le syntagme nominal « quelque chose de bon » a pour noyau le pronom « quelque chose ».

### Syntagme adjectival
Un syntagme adjectival a pour noyau un adjectif qualificatif,:
[J'ai un jardin] tout plein de roses odorantes.
Le syntagme adjectival « tout plein de roses odorantes » a pour noyau l'adjectif qualificatif « plein ».

### Syntagme adverbial
Un syntagme adverbial a pour noyau un adverbe,:
Ils ont dû payer une amende conformément à la loi.
Le syntagme adverbial « conformément à la loi » a pour noyau l'adverbe « conformément ».

### Syntagme verbal
Un syntagme verbal a pour noyau un verbe,:
Il a travaillé courageusement toute la fin de semaine.
Le syntagme verbal « a travaillé courageusement toute la fin de semaine » a pour noyau le verbe « a travaillé ».
Lorsque le noyau d'un syntagme verbal est un verbe non conjugué, on peut préciser, selon le mode de ce verbe : groupe infinitif, groupe participe présent ou groupe participe passé.
Pour certains grammairiens, le syntagme verbal n'inclut pas toute la proposition, mais la proposition moins le syntagme nominal (ou pronominal) sujet. Il existe donc à ce titre, deux conceptions :
- proposition = syntagme verbal (le sujet est un satellite du verbe noyau, au même titre que les autres satellites) ;
- proposition = syntagme verbal + syntagme sujet (les satellites du sujet sont distincts de ceux du verbe).

### Syntagme prépositionnel
La préposition n'est pas le noyau du syntagme prépositionnel. Bien qu'elle lui donne son appellation, c'est bien le groupe nominal qui en est le noyau,. 
Je pars à trois heures.
Le syntagme prépositionnel « à trois heures » a pour noyau le nom « heures ».

## Limite du syntagme
Un syntagme divisible possède des éléments constitutifs autonomes : « une pomme de mon jardin ».
Un syntagme indissociable est un syntagme dans lequel il est impossible de supprimer un seul mot sans perdre le sens de ce que représente cet ensemble de mots.
Par exemple: 
- le mot composé  « pomme de terre » ;
- la locution, comme « faim de loup » ou « mise en scène ».

Si les mots composés sont reconnus par la langue (on dit qu'ils sont lexicalisés) et constituent ainsi des blocs associatifs nécessaires, les syntagmes au contraire, font l'objet d'une libre combinaison de la part du locuteur, et constituent donc de simples associations contingentes. 
En ce qui concerne les mots composés, il faut noter au préalable que l'orthographe des composés unifiés, des composés à apostrophe et des composés à trait d'union, n'étant pas morcelée par des espaces, ces trois types apparaissent bien sur le papier comme des entités de base, indivisibles. En fait, seuls les composés lexicaux détachés, c'est-à-dire les locutions, peuvent poser un problème, puisqu'il y a conflit entre leur apparence morcelée et leur nécessaire unité (une seule catégorie, une seule fonction, une seule signification). 

### Moyen pratique de les distinguer
Dans un syntagme, les éléments constitutifs ont été librement combinés, selon les règles de la syntaxe, alors que dans une locution, il n'y a pas de libre combinaison : la locution est sélectionnée par le locuteur comme un bloc prêt à l'emploi, et à l'intérieur de celle-ci, il n'y a pas nécessairement de syntaxe. 
Prenons par exemple le segment « paysage magnifique ». On remarque que chacun de ses deux éléments a un sens distinct et repérable, distinct de la signification globale du segment. En modifiant l'un des deux éléments du segment, nous pouvons obtenir une infinité de nouveaux segments : « paysage languissant », « paysage mystérieux », « paysage grandiose », etc., ou encore, « film magnifique », « spectacle magnifique », « château magnifique », etc. Si la signification générale du segment est bien changée, les rapports syntaxiques initiaux, eux, ne sont pas modifiés. En effet, il y a toujours deux éléments distincts ayant chacun sa fonction propre, et surtout, son sens propre. Par conséquent, « paysage magnifique » constitue un véritable syntagme. 
En revanche, si nous faisons la même chose avec le segment « petit pois », nous constatons tout d'abord que nous ne pouvons pas modifier l'ordre des mots, car « pois petit » n'a pas le même sens. Ensuite nous remarquons que chaque élément de ce segment n'a pas de sens propre (un «petit pois», en effet, n'est pas un pois de petite taille, mais un type de légume particulier que l'on appelle ainsi afin de le distinguer d'autres légumes apparentés, tels que les « pois gourmands », par exemple). Par conséquent, « petit pois » est bien un nom composé, soit, une locution nominale. 
C'est souvent le contexte qui seul permet de décider si l'on a affaire à un syntagme ou bien à une locution. Par exemple, si nous utilisons le segment « montagnes russes » pour désigner littéralement « des montagnes situées en Russie » (comme on peut dire : « plaines russes », « fleuves russes », « villes russes », etc., ou encore, « montagnes chinoises », « montagnes européennes », « montagnes françaises », etc.), il s'agit bel et bien d'un groupe nominal formé d'un nom et de son adjectif épithète. Par contre, si nous utilisons ce même segment pour désigner le toboggan de la fête foraine (métaphore lexicalisée), il ne s'agit plus alors d'un syntagme, mais d'une locution nominale, formée d'éléments indissociables.

### Difficulté de la distinction
Mais il faut reconnaître que, dans la pratique, les limites entre la locution et le syntagme sont souvent floues. 
Par exemple, le segment « grand homme » (c'est-à-dire un homme grand par ses qualités et ses actions), est-il un syntagme nominal (divisible en nom commun précédé d'une épithète) ou bien une locution ?
- S'il s'agit d'un simple syntagme nominal, on doit pouvoir dire, par exemple, en conservant une signification analogue, « Marie Curie fut une grande femme ». Or, ce n'est pas le cas.[réf. souhaitée]

- S'il s'agit d'une locution, on doit pouvoir dire, par exemple, en conservant une signification analogue, « Marie Curie fut un grand homme ». Or, ce n'est pas le cas non plus.

Par conséquent, le segment « grand homme » n'est plus tout à fait un syntagme nominal ordinaire, mais n'est pas encore tout à fait une locution.